# Gaétan Bosiers
Gaétan Carina Alexander Bosiers (Wilrijk, 25 februari 1999) is een Belgische voetballer. Hij staat onder contract bij FCS Mariekerke-Branst en speelt doorgaans als middenvelder. Door zijn technische vaardigheden is Gaétan uitspeelbaar op vele posities.

## Carrière
Gaétan Boeiers begon zijn voetbalcarrière bij VC Mortsel, waar hij in 2012 werd opgemerkt door Beerschot AC (dat toen nog in de eerste klasse speelde).
Toen Beerschot failliet werd verklaard, moest Bosiers een andere club opzoeken. PSV kon uit meerdere clubs de beste papieren voorleggen. Hij heeft hier drie jaar een opleiding gevolgd.
Gaétan Bosiers speelt sinds juli 2017 voor de jeugd van KV Mechelen. Hij maakte zijn debuut in de eerste ploeg in de met 3-0 verloren Supercupwedstrijd tegen KRC Genk op 20 juli 2019.

## Statistieken
| Seizoen         | Club                  | Competitie           | Competitie | Competitie | Beker | Beker | Supercup | Supercup | Totaal | Totaal |
| Seizoen         | Club                  | Competitie           | Wed.       | Dlp.       | Wed.  | Dlp.  | Wed.     | Dlp.     | Wed.   | Dlp.   |
| --------------- | --------------------- | -------------------- | ---------- | ---------- | ----- | ----- | -------- | -------- | ------ | ------ |
| 2019-20         | KV Mechelen           | Eerste klasse A      | 0          | 0          | —     | —     | 1        | 0        | 1      | 0      |
| 2020-21         | → Helmond Sport       | Eerste divisie       | 27         | 1          | 1     | 0     | —        | —        | 28     | 1      |
| 2021-22         | → Helmond Sport       | Eerste divisie       | 31         | 1          | 1     | 0     | —        | —        | 32     | 1      |
| 2022-23         | → Helmond Sport       | Eerste divisie       | 17         | 0          | 1     | 0     | —        | —        | 18     | 0      |
| 2023-24         | FCS Mariekerke-Branst | 1e Provinciale Antw. | 0          | 0          | —     | —     | 0        | 0        | 0      | 0      |
| Carrière totaal | Carrière totaal       | Carrière totaal      | 74         | 2          | 3     | 0     | 1        | 0        | 78     | 2      |